# Sciomyza capensis
Sciomyza capensis är en tvåvingeart som först beskrevs av Walker 1853.  Sciomyza capensis ingår i släktet Sciomyza och familjen kärrflugor. Inga underarter finns listade i Catalogue of Life.